# Georg Krauß

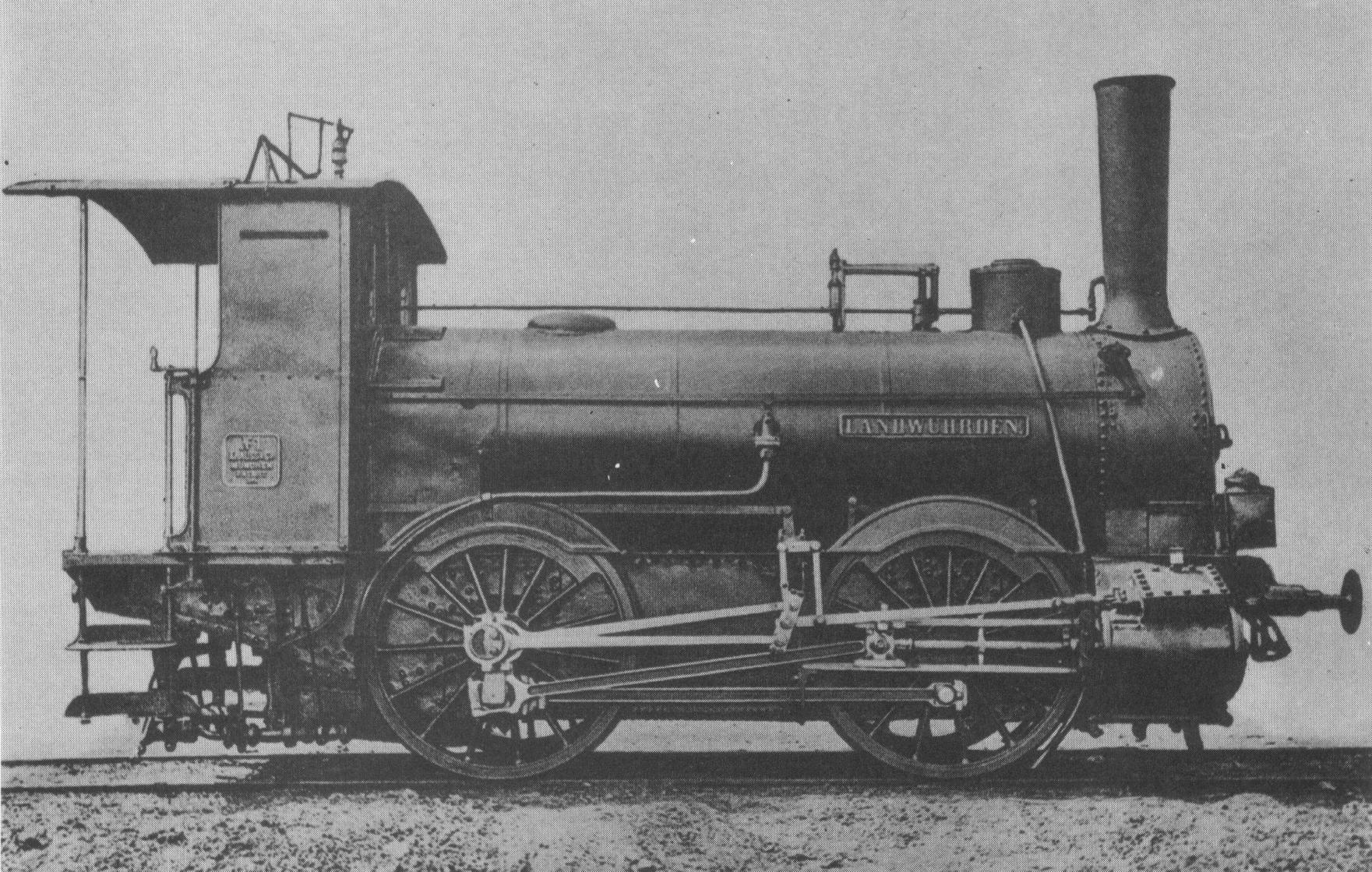
Landwührden, a primeira locomotiva construída por Krauss.

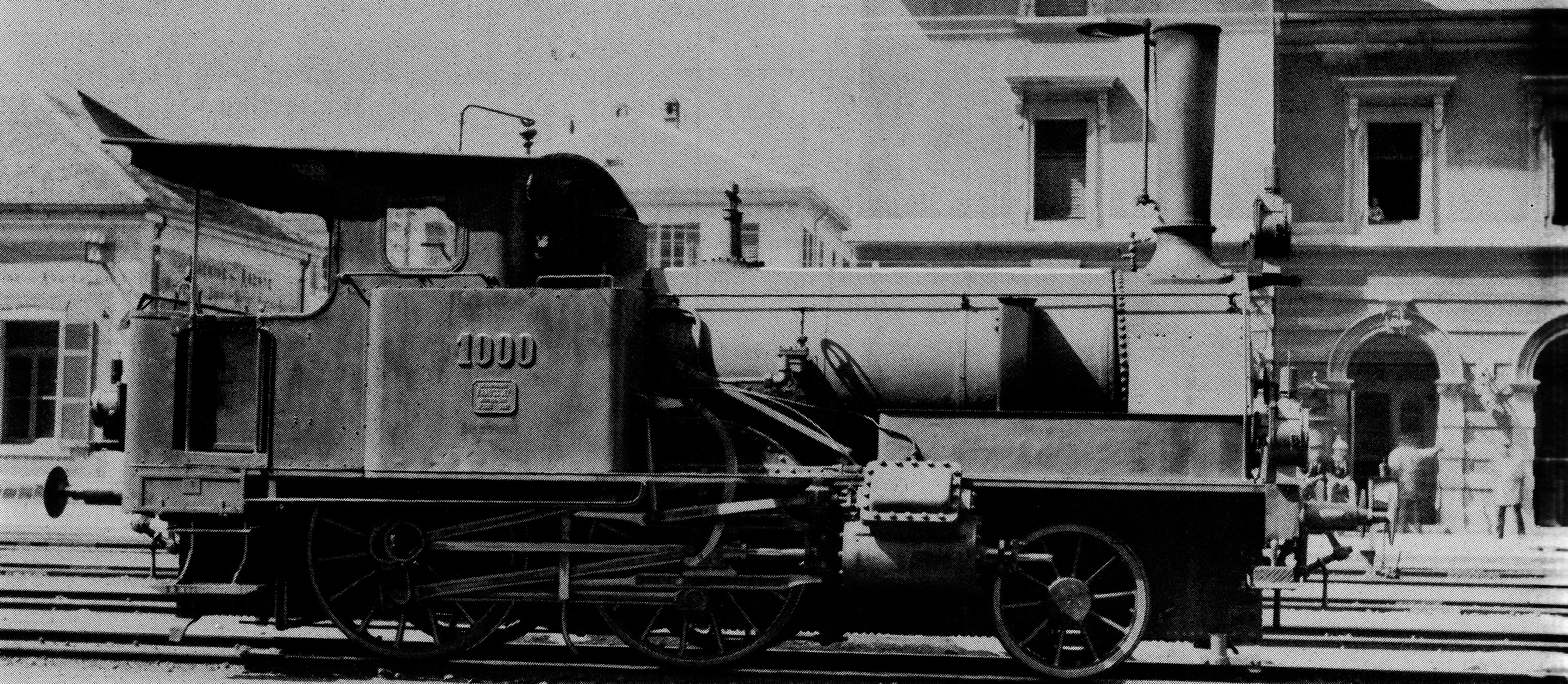
A milésima locomotiva construída por Krauss & Cie., propriedade da Gotthardbahn-Gesellschaft.

Georg Krauß, desde 1905 Ritter von Krauß (Augsburg, 25 de dezembro de 1826 – Munique, 5 de novembro de 1906) foi um industrial bávaro, fundador da fábrica de locomotivas  Krauß & Comp. em Munique e Linz (Alta Áustria).
Recebeu a Medalha Grashof em 1896.